# Grave New World
"Grave New World" é o 13º episódio da quarta temporada da série de televisão Pretty Little Liars. Foi ao ar em 22 de outubro de 2013 e serviu como um especial de Dia das Bruxas, integrando o bloco de programação 13 Nights of Halloween, da emissora ABC Family. O episódio foi dirigido por Ron Lagomarsino e escrito por Joseph Dougherty, Oliver Goldstick e I. Marlene King.
"Grave New World" introduz Ravenswood, série derivada de Pretty Little Liars, cujo enredo segue pessoas investigando ocorridos sobrenaturais na cidade titular. Neste episódio, o elenco principal de Ravenswood aparece como convidado, além dos elementos sobrenaturais também marcarem presença, apesar de Pretty Little Liars não ser uma série do gênero.
No enredo, Aria, Emily, Hanna e Spencer participam de celebração aos fundadores de Ravenswood, na esperança de encontrar Alison, que elas acreditam ainda estar viva e fugindo de "A". Na festa, as meninas encontram uma figura mascarada as seguindo e ocorrências inexplicáveis. Enquanto isso, a caminho de Ravenswood, Caleb conhece uma mulher à procura de seu tio e a ajuda a lidar com alguns problemas decorrentes de seu passado na cidade.
"Grave New World" foi assistido por 3.18 milhões de telespectadores estadunidenses e estabeleceu um recorde para o bloco de programação, tornando-se o sétimo episódio da série mencionando mais de um milhão de vezes no Twitter. O episódio conquistou uma recepção morna da crítica de televisão, que o considerou inferior ao último especial de Dia das Bruxas, "This Is a Dark Ride". Apesar disso, a cena em que Alison revela estar viva foi indicado como ponto alto do episódio.

## Enredo
Aria (Lucy Hale), Emily (Shay Mitchell), Hanna (Ashley Benson) e Spencer (Troian Bellisario) chegam à festa em comemoração do Dia dos Fundadores de Ravenswood, vestindo trajes do século XIX. Enquanto na festa, Ezra (Ian Harding) chama Aria para ver como ela estava e aconselha-a a ter cuidado. Ele coloca sua máscara para o seu traje e entra na festa. As meninas encontram Luke (Brett Dier) vestindo um traje de soldado clássico semelhante ao que elas encontraram no apartamento de Ezra. As meninas se separaram para encontrar Alison e examinar Luke. Hanna vê duas figuras louras em casacos vermelhos, enquanto Emily é separada de Aria pela senhora Grunwald (Meg Foster), que as alertou para ir embora. Aria encontra Leah (Elizabeth Whitson) em uma vala, puxa-a para fora e descobre que Luke é o primo de Olivia.
Enquanto em um ônibus para Ravenswood, Caleb (Tyler Blackburn) é abordado por Miranda (Nicole Anderson) depois de ser assustada por um homem (Irwin Keyes) que ela estava sentada ao lado. Miranda diz à Caleb sobre sua vida passada e como ela está indo para Ravenswood para conhecer seu tio. Assim que Caleb pergunta sobre seu tio, Miranda foge para obter algumas batatas fritas do homem idoso na parte traseira do ônibus. Quando ela atinge o saco, ele desperta do sono e ela corre de volta ao seu lugar. Caleb pede desculpas a Miranda sobre ter perguntado sobre seu tio e diz a ela a sua história sobre o tio. Miranda diz a ele sobre seu pai adotivo e decide descer na parada seguinte e ir para casa. Quando ela se levanta para sair, ela percebe o homem na parte de trás do ônibus e decide ficar.
As meninas, amedrontadas e ansiosas, reúnem-se e decidem perseguir Casaco Vermelho. Elas acabam em um mausoléu, com Casaco Vermelho desaparecida. As meninas notam uma mancha no mausoléu e descobrem uma passagem secreta. Assim que elas entram, a porta se fecha sem aviso. As meninas continuam desbravando o lugar, até que rajadas de vento começam a atacá-las. Quando o vento para, as meninas percebem que Hanna está desaparecida.
Hanna, tentando encontrar as meninas, percebe a frase "ME AJUDE" escrita em vermelho na parede. Assim que ela acende a luz do telefone para ler melhor a frase, ela percebe um bando de ratos no chão e corre através de uma passagem, o que leva a uma porta para um quarto em uma mansão. Sem que ela soubesse, um Ezra mascarado está à espreita atrás dela. Hanna continua andando pela mansão até que ela encontra uma cabine telefônica. Ela tenta usar o telefone, mas acaba por ser uma mordaça. Hanna tenta sair, mas encontra-se trancada com três luzes se aproximando do lado de fora. As luzes de repente desaparecem e o telefone toca com uma música clássica tocando do outro lado da linha.

Spencer, Hanna, Aria e Emily ao descobrirem que Alison está viva.

Caleb e Miranda chegam em Ravenswood e seguem caminhos separados. Miranda entra na mansão para explorar. Enquanto isso, Aria, Emily e Spencer encontram seu caminho para a mansão e vêem sangue pingando do teto. Elas de repente ouvem a voz de Alison e correm para encontrá-la, mas Spencer fica separada delas. Enquanto presa na cabine, o rosto de Alison aparece, mas é arrastada e a imagem do homem mascarado aparece em seu lugar. Miranda, em seguida, liberta Hanna da cabine e juntas tentam encontrar uma maneira de sair da mansão. Elas entram em uma sala cheia de caixões, o que desencadeia uma memória dolorosa para Miranda. Quando saem, Miranda percebe um livreto e o leva com ela.
Aria e Emily encontram uma sala com uma janela aberta e se preparam para deixar a casa e pedir ajuda. Como ouvem gritos de Alison, as meninas recuam e o vidro irregular da janela se quebras atrás delas. Enquanto isso, Spencer anda em uma estufa onde ela descobre o homem mascarado esperando por ela. Eles lutam antes de Spencer pegar um cortador de folhas. Ela corta a mão do homem e o nocauteia. Ela pega sua máscara, mas ele acorda e a agarra. Ela se liberta antes de bater a cabeça contra um borda de madeira. Ele pega o cortador de folhas que está sobre ela.
Caleb encontra Miranda e Hanna enquanto Aria e Emily encontram uma Spencer inconsciente. Hanna mostra Caleb e Miranda a porta para o corredor, mas a porta não abre. Enquanto isso, Miranda encontra uma lápide com seu nome e sua imagem sobre ele. Aria, Emily e Spencer ouvem gritos de Alison por ajuda e descobrem um gravador com sua voz sendo reproduzida. A senhora Grunwald entra na sala e diz as meninas que é seu quarto e a fita foi roubada de seu escritório. Mais tarde, ela tem um sentimento psíquico, advertindo "Uma de vocês tem sido tocada por aquele que Alison mais teme."
Aria, Emily e Spencer encontram seu carro com um pneu cortado. Miranda decide voltar para a casa; Hanna envia Caleb para ajudar Miranda e retorna para as meninas, que encontraram o pneu sobressalente em falta. Ezra aparece e oferece às meninas uma carona de volta para Rosewood.
Quando elas chegam em Rosewood, avistam Casaco Vermelho no quintal de Spencer. Alison se revela e diz às meninas que ela não tem tempo. Ela foge conforme Ezra se aproxima de Aria com seu telefone. De volta à Ravenswood, Miranda e Caleb descobrem uma lápide com o nome e imagem de Caleb nela.

## Produção

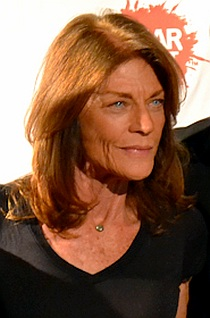
Meg Foster integra o elenco de apoio de "Grave New World".

Em março de 2013, Pretty Little Liars foi renovada para uma quinta temporada e iluminaram um possível spin-off, Ravenswood, estreando em outubro do mesmo ano. "Grave New World" foi dirigido por Ron Lagomarsino e escrito por Joseph Dougherty, Oliver Goldstick e I. Marlene King. As filmagens do episódio ocorreram ao longo de um intervalo de tempo de 10 dias, começando em 31 de maio de 2013 e a conclusão em 10 de junho de 2013. O episódio foi filmado entre as filmagens para o oitavo episódio, “The Guilty Girl’s Handbook”, e as filmagens para os nono e décimo, “Into the Deep” e “The Mirror Has Three Faces”.
O episódio serviu como um piloto backdoor para o spin-off Ravenswood, com participações de Nicole Anderson como Miranda e Brett Dier como Luke, o elenco principal da série. Elizabeth Whitson aparece neste episódio como uma personagem chamada Leah, que é, aparentemente, prima de Luke. No entanto, quando este episódio foi filmado Whitson ainda ia interpretar Olivia, irmã gêmea de Luke. O papel foi reformulado com Merritt Patterson para a série efetiva, depois desse episódio ter sido filmado, mas antes do primeiro episódio de Ravenswood ter sido filmado.

## Recepção

### Audiência
"Grave New World" foi ao ar originalmente em 22 de outubro de 2013, como parte da programação especial 13 Nights of Halloween, da ABC Family. O episódio foi seguido pelo episódio piloto de Ravenswood. O episódio marca o terceiro especial de Halloween anual da série. O episódio foi visto por 3,18 milhões de telespectadores, um aumento de 14 por cento do especial de Halloween anterior (2,75 milhões de espectadores). Esse foi o segundo episódio mais assistido da temporada, além de ter sido a terceira transmissão mais assistida do bloco de programação especial. O episódio também adquiriu uma participação de 1,4 classificações entre os adultos com idades entre 18-49 anos, traduzindo-se em 1,8 milhões de espectadores, até 25 por cento a mais do que o especial do ano anterior e se classifica como a transmissão mais bem votada dentro do bloco de programação 13 Nights of Halloween e o terceiro episódio mais bem cotado da série. "Grave New World" também acumulou 1,16 milhões de tweets no Twitter, tornando-se o sétimo episódio da série a reunir mais de 1 milhão de tweets.